# Raveniella
Raveniella es un género de arañas araneomorfas de la familia Micropholcommatidae. Se encuentra en Australia.

## Lista de especies
Según The World Spider Catalog 12.0:
- Raveniella apopsis Rix & Harvey, 2010
- Raveniella arenacea Rix & Harvey, 2010
- Raveniella cirrata Rix & Harvey, 2010
- Raveniella hickmani (Forster, 1959)
- Raveniella janineae Rix & Harvey, 2010
- Raveniella luteola (Hickman, 1945)
- Raveniella mucronata Rix & Harvey, 2010
- Raveniella peckorum Rix & Harvey, 2010
- Raveniella subcirrata Rix & Harvey, 2010